# Benjamin Lazier
Benjamin Lazier (* 21. August 1971 in Jerusalem) ist ein US-amerikanischer Historiker und Professor am Reed College, Portland. Sein Hauptfachgebiet ist die moderne europäische Geistesgeschichte zu Themen wie Umwelt und Globalisierung, des religiösen und politischen Denkens, der politischen Ökonomie sowie der Animalität der Emotionen. 

## Akademischer Werdegang
Lazier erlangte seinen Bachelor 1993 an der University of Virginia mit der höchsten Auszeichnung und, nach durch Stipendien geförderten Forschungsaufenthalten an der Albert-Ludwigs-Universität Freiburg (1993–1994), der Hebräischen Universität Jerusalem (1994–1995) und der Freien Universität Berlin (1999), 2002 seinen Doktorgrad als Schüler von Martin Jay an der University of California, Berkeley.
Von 2002 bis 2005 lehrte er an der University of Chicago. Während eines Jahres am Humanities Center der Stanford University begann er seine Arbeit an einigen neuen Forschungsprojekten: Eines über die Geschichte des Begriffs der Erde, und eines zum Thema der Organismen und Artefakte in der Geistesgeschichte des 19. und 20. Jahrhundert. Daneben unterrichtet er auch eine Reihe von Kursen zur modernen europäischen Geistesgeschichte von der Aufklärung bis zur Gegenwart.

## Schriften und Herausgeberschaften (Auswahl)

### Bücher
- God Interrupted: Heresy and the European Imagination Between the World Wars. Princeton University Press, 2008 (ausgezeichnet als „Best First Book in the History of Religion“ von der American Academy of Religion, dem Koret Foundation Publication Prize und dem Templeton Prize for Theological Promise als „Best First Book“ on „God or Spirituality“)
- Fear: Across the Disciplines (als Mitherausgeber mit Jan Plamper), Pittsburgh, PA: University of Pittsburgh Press, 2012.

### Artikel und Essays
- Writing the Judenzarathustra: Gershom Scholem’s Encounter with Modernity, 1913–1917, New German Critique 85 (2002), 33–67.
- Overcoming Gnosticism: Hans Jonas, Hans Blumenberg and the Legitimacy of the Natural World, Journal of the History of Ideas 64 (2003), 619–637. Winner of the Selma V. Forkosch Prize (best article in the Journal of the History of Ideas, 2003)
- Pauline Theology in the Weimar Republic: Hans Jonas, Karl Barth, Martin Heidegger, in Hava Tirosh-Samuelson and Christian Wiese, eds., Judaism and the Phenomenon of Life: the Legacy of Hans, Jonas (Leiden: Brill Academic Publishers, 2008), 107–129.
- The Origins of 'Political Theology': Judaism and Heresy Between the Wars, New German Critique 105, 35:3 (Fall 2008), 143–164.
- Natural Right and Liberalism:  Leo Strauss in Our Time, Modern Intellectual History, 6, 1 (2009), 171–188.
- The Phobic Regimes of Modernity (co-author with Jan Plamper), Representations, 110 (Frühjahr, 2010), 58–65.
- Earthrise; or, the Globalization of the World Picture, American Historical Review (Juni, 2011), 602–630.

## Auszeichnungen
- 2003: Selma V. Forkosch Prize (for best article in the Journal of the History of Ideas)
- 2005: Koret Foundation Publication Prize
- 2008: Templeton Prize for Theological Promise (for a first book on “God or spirituality”)
- 2009: Best First Book in History of Religion, American Academy of Religion (co-winner)